# Provincia de Tokat
Tokat es una de las 81 provincias de Turquía.
- Superficie: 9.912 km²
- Población (2000): 828.027
- Densidad de población: 83,54 hab/km²

Provincia en el norte de Turquía. Limita al noroeste con la provincia de Amasya, al suroeste con la provincia de Yozgat, al sureste con la provincia de Sivas, y al noreste con la provincia de Ordu. La capital es Tokat, a 422 km de Ankara. 

## Distritos
- Almus
- Artova
- Başçiftlik
- Erbaa
- Niksar
- Pazar
- Reşadiye
- Sulusaray
- Tokat
- Turhal
- Yeşilyurt
- Zile

## Enlaces
- Fotos de la capital de la provincia
- Tokat

- Datos: Q483195
- Multimedia: Tokat Province / Q483195